# Ericeia carnea
Ericeia carnea là một loài bướm đêm trong họ Erebidae.